# Antoine Sinave
Antoine Séraphin Sinave (Brielen, 5 november 1786 - Brussel, 22 oktober 1857) was een Belgisch volksvertegenwoordiger en reder.

## Levensloop
Sinave, zoon van Jean-Baptiste Sinave en Jeanne Bortier, behoorde tot een familie van reders en handelaars. Hij trouwde in 1816 met Anne-Marie Van de Male, dochter van de adjoint au maire (in de Franse Tijd) en handelaar Joseph Van de Male - De Nys (1770-1831). In de eerste helft van de negentiende eeuw was hij meestal bij alle verenigingen of initiatieven gemoeid die in Brugge iets met handel, scheepvaart of export te maken hadden.
Hij was ook politiek actief. Onder het Verenigd Koninkrijk der Nederlanden was hij lid van de Provinciale Staten van West-Vlaanderen en van 1821 tot 1830 was hij zelfs gedeputeerde. Hij was ook gemeenteraadslid van Brugge. Zijn publieke activiteiten beletten niet dat hij zich tegen de regering keerde als beslissingen werden genomen die de handel bemoeilijkten. Hij behoorde tot de importeurs van zout uit Engeland en Frankrijk en toen de regering in maart 1820 de invoer van zout via de haven van Zeebrugge verbood, verloor hij zijn kalmte. Hij ging zelfs rechtstreeks Willem I aan, toen die op 9 oktober 1820 Brugge bezocht. De regering besliste hierop dat Sinave door zijn gehouden gedrag en gebezigde onbescheiden uitdrukkingen, zich alle begunstiging vanwege het gouvernement alsnog onwaardig heeft gemaakt. Dit betekende dat hij niet meer in aanmerking werd genomen voor overheidstransport van en naar Java. 
Hij werd na 1830 beschouwd als behorende tot de liberale fractie van de burgerij, maar de band was toch niet zeer hecht want politiek werd hij niet door de 'Union Libérale' gesteund, naar aanleiding van verkiezingen. Eerder toevallig werd hij in 1848 tot volksvertegenwoordiger verkozen voor het arrondissement Brugge en oefende dit mandaat uit tot aan zijn dood.

## Pierre Sinave
Voor zijn handelsactiviteiten had Antoine een vennootschap samen met zijn broer Pierre Sinave (Brielen bij Ieper, 20 januari 1785 - Brugge, 28 juli 1859) die voorzitter was van de Kamer van Koophandel en op 14 juli 1830 gemeenteraadslid werd. Pierre was getrouwd met Nathalie Gilliodts, dochter van Charles Gilliodts en Charlotte Custis.